# 日本清酒

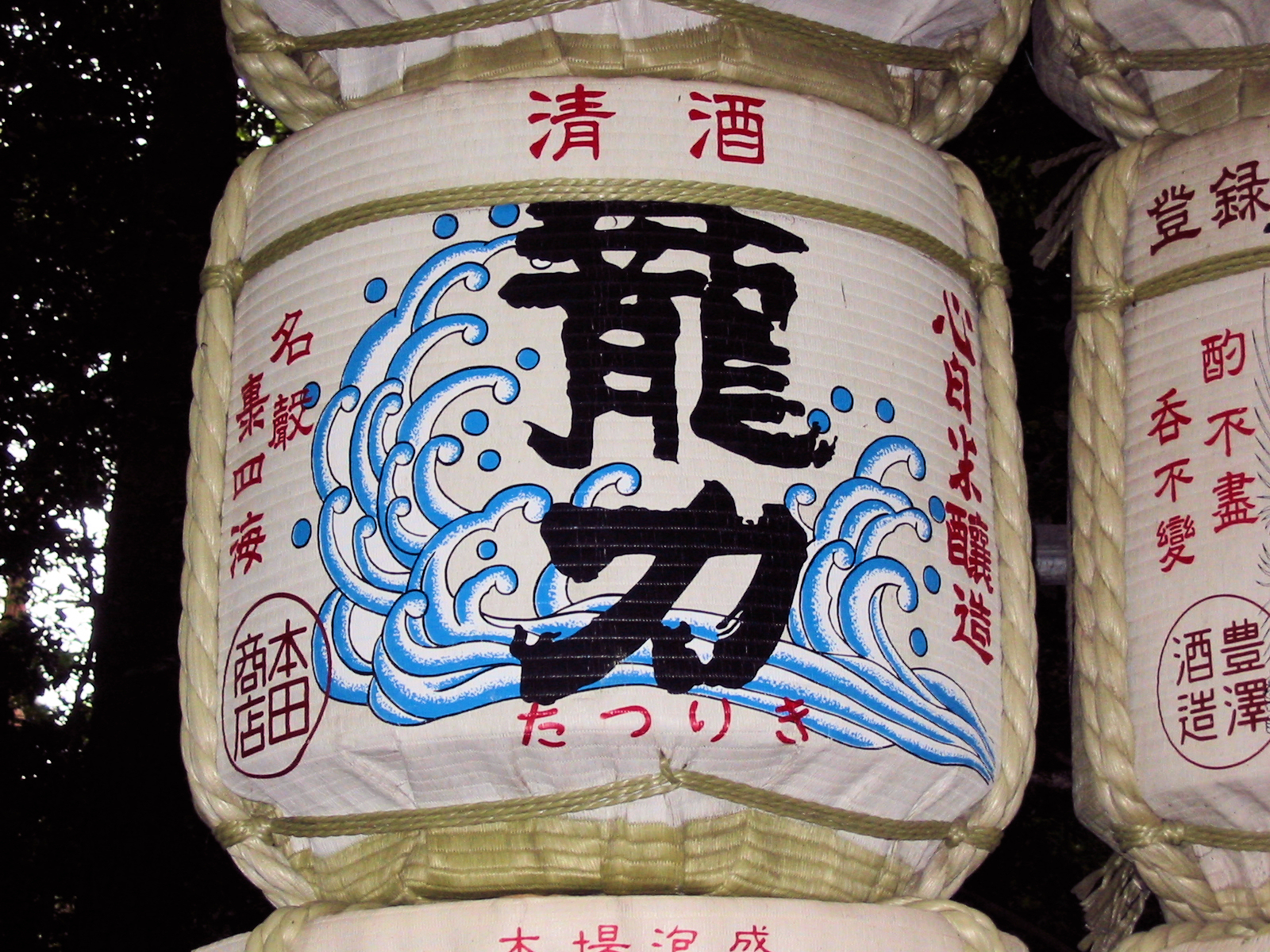
心白米釀的清酒

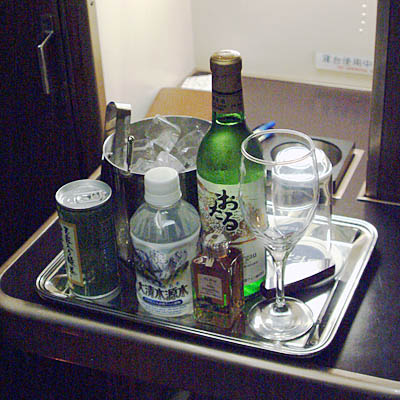
北斗星號列車供應的量產清酒

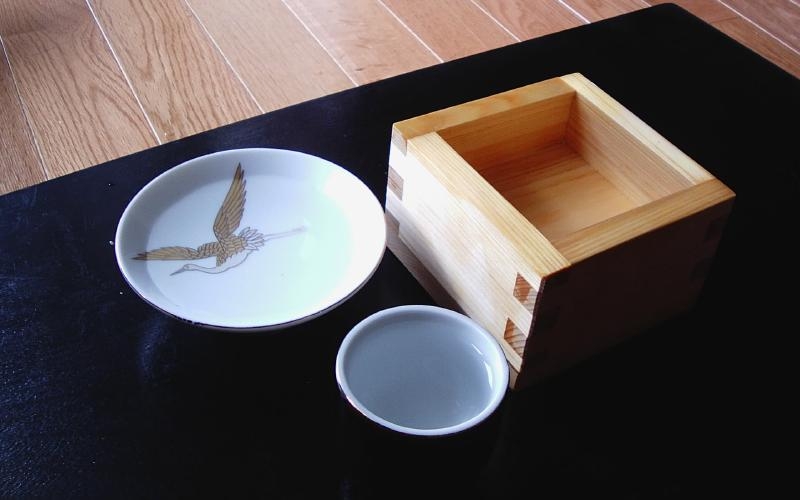
日本酒的酒器，盃（左）、猪口（中央）、枡

日本酒（日语：／ Nihon syu），指日本傳統的酒精飲料，一般用來特指日本最具代表性的酒類，清酒。主要以米為原料，以日本傳統製法製成，屬於釀造酒。

## 定義
以日本特有製法製成的酒，皆可稱日本酒。有不同種類，如清酒、燒酒、甘酒等。一如東亞文化圈其他地區，主要是使用米類作為發酵物，因此大部份的日本酒皆為米酒。
日本人在指稱日本酒時，則直接稱「酒」（ Sake），而使用片假名時所指稱的則是國外的酒。因為佛教有禁止飲酒的戒律，日本的佛教僧侶在稱呼酒時，則將其用「般若湯」代稱。

## 清酒
清酒是一種釀造米酒，酒精濃度平均在15%左右。以米、米麴和水發酵之後，形成濁酒，再經過濾後，就成為清酒。這是日本最具代表性的酒類，因此也稱日本酒。
世界上的酒類有其適合的飲用溫度，最適合飲用清酒的溫度介於攝氏五度到攝氏六十度間，是世界上飲用溫度範圍最大的酒類。而另外一方面，清酒亦可以應用在料理上。最常見的使用方法便是利用日本酒來除去魚類的腥臭味。
清酒近來在日本的銷售狀況有低落的傾向，主要是因為日本與國際接軌後洋酒大舉進入日本，在日本的酒類市場取得了不少的佔有率。而在這樣的態勢之下，反而是歐美地區逐漸出現了飲用清酒的風潮，主因是壽司與刺身等日式料理在流行至西方國家後，食用時常會配上同樣來自日本的清酒之故。
2024年，聯合國教育科學文化組織（UNESCO）將日本清酒列入聯合國教科文組織非物質文化遺產名錄和優秀保護實踐名冊。

## 清酒的釀造
清酒釀造過程中所需的主要原料為水、米、麴，除此之外還需要酵母和乳酸菌。上述的幾種原料為清酒的主原料，在主原料之外還需使用調整酒類酸度的副原料才能產出完美的清酒。

### 水

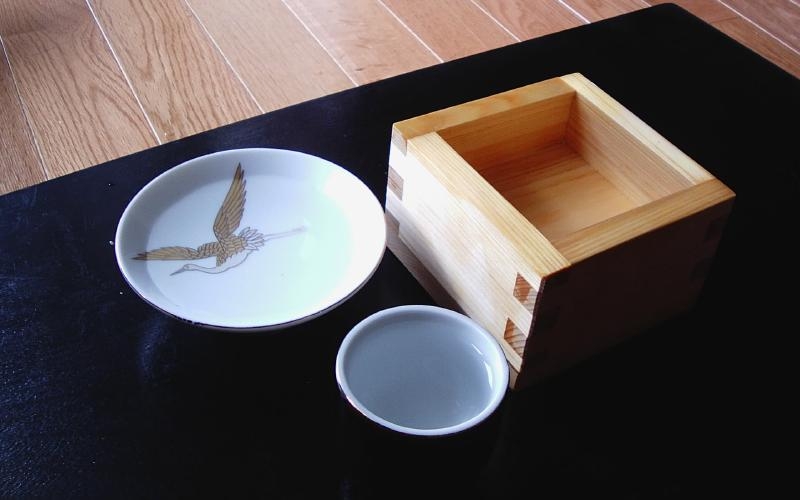
酒具

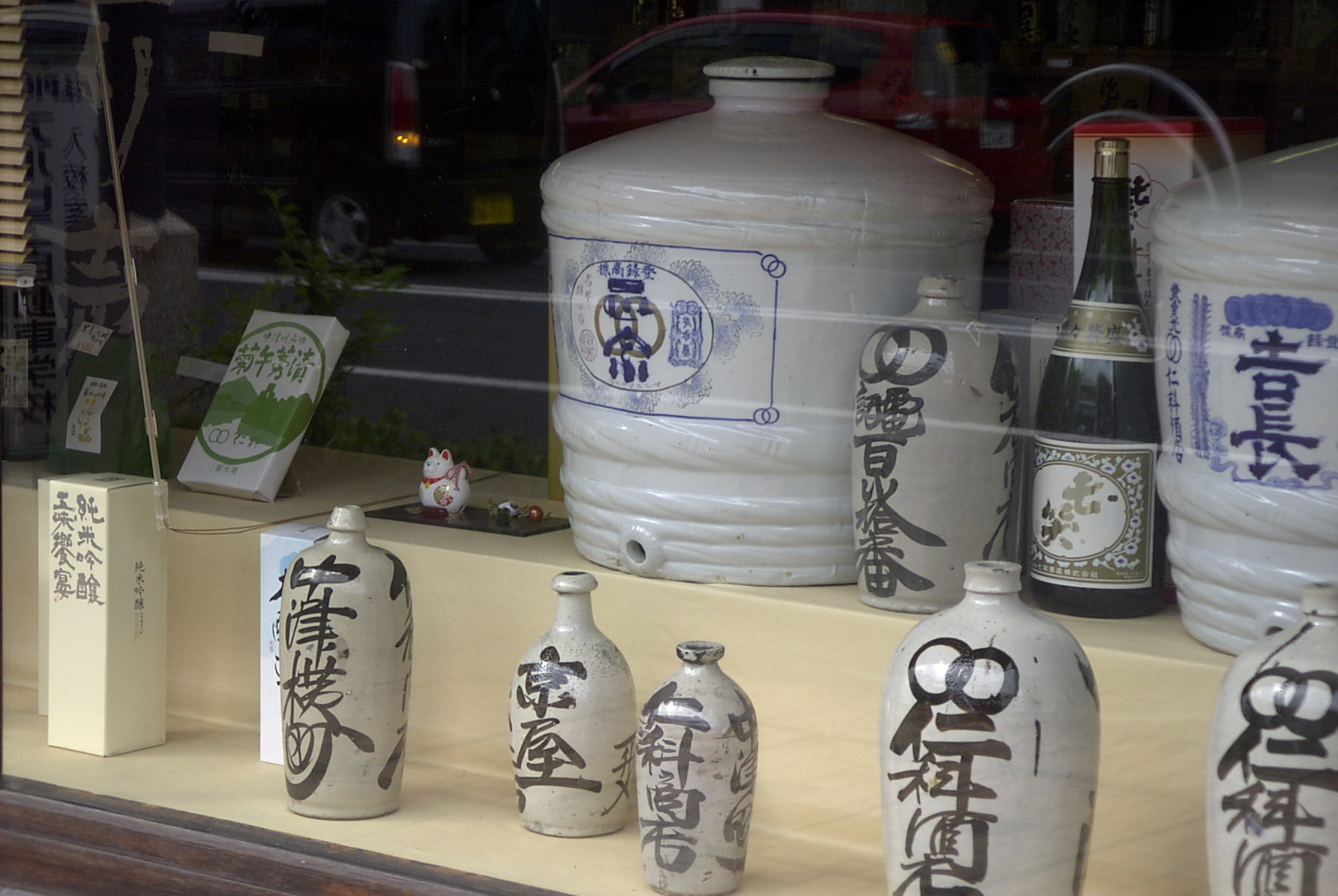
瓷罐量產酒

經過科學的分析，可以得知水大約佔了清酒內容物的百分之八十。一般在釀造清酒時主要使用地下水，但在水質良好之地區亦有直接使用自來水的現象。而釀酒時所使用的水可謂左右了清酒的品質，甚至有建於都市地區的釀酒廠為了造出美味的日本酒而從水源區運水至廠房。
判定水質優劣的一個條件為水的硬度。一般日本所使用的硬度標準採用美制，然而在釀酒界所採用的標準卻是德制，但近年因國際勢力消長之故，逐漸有往美制傾斜的趨勢。若單單只進行粗略地分類，使用硬水釀造的酒口感較烈，而使用軟水釀造的酒則口感較甘。原因是在硬水的環境之下，酵母的活性較使用軟水時高，酒精發酵（亦即糖分的分解）速度加快；反之在使用軟水時，酵母活性低落，發酵的程度便低於硬水。
從江戶時代開始，生產日本美酒的灘五鄉便使用被稱為「宮水」的硬水。然而在十九世紀時，廣島縣的三浦仙三郎開發出了軟水釀酒法。以往主要是以硬水做為釀酒用水，但因為軟水釀出的酒類較合現代人的胃口，因此釀酒用水有逐漸往軟水傾斜的趨勢。
從古至今，日本生產名酒之處皆離河川不遠。釀酒所用的水大多是由河川直接取得或是抽取地下水。雖然水是生產清酒的主要原料之一，但廠商並沒有標示水質及水源地的義務。然而這並不意味著廠商在這方面不需要受到監督，事實上在建廠開始生產清酒之前，廠商需將水源地的水送交地方的釀造試驗所與食品試驗所接受測試。
另外，除了釀造酒類時所使用的原料水需要受到規範，用來清洗酒瓶及廠房設備的水亦須受到監督。因為若使用劣質水清洗酒瓶和機具，殘留下來的水滴會影響酒的純度及品質。

### 米
在優良的水質之外，釀造優良的清酒亦需要高品質的米。米為穀類的一種，最大的特點為富含澱粉，而澱粉是酵母發酵時所需要的能量來源，故原料米的品質亦左右了酒的品質。
以用途而言，釀酒時所用的米有麴米和掛米。麴米通常使用釀酒專用的酒米（又稱酒造好適米）；掛米則較常使用一般的食用米。

### 酵母
在釀酒過程中另外一項值得注意的必需品為酵母。酵母在生物學上是屬於真菌類的單細胞生物。而在自然界中有超過十萬種的酵母存在，而彼此又各具有不同的特性。而酵母可謂決定酒類的口感、香氣與品質的最大關鍵，而專用來釀造清酒的酵母稱為「清酒酵母」。
在製造清酒的過程當中，發酵是一個相當重要的步驟。清酒與洋酒最大的不同之處在於清酒的原料穀類本身不含糖分，需要經過糖化的步驟才能產生糖分。因此日本酒最大的特性便是同時進行發酵與糖化的製造過程，此過程被稱為「並行複發酵」。
在尚未進入科學時代之前，古人們的釀酒方式為將米與水混合，使原本就存在於空氣之中的酵母自然增生，尤其是使用酒窖中大量存在的酵母。主因是酒窖中存在的酵母通常是以該酒窖中所存放的酒類佔多數。然而這樣缺乏科學化管理的製造技術有許多的缺點，因為製造者無法控制該次發酵會取得何種酵母。也因為如此，能否釀造出品質優良的酒類只能仰賴運氣，造成了酒類品質的低落與原料的浪費。
而在明治時代之後，由於西學東漸，日本在引進了微生物學後，也掌握了分離菌株而後培養的技術，日本人則透過此技術欲提升釀酒成品的品質。西元1911年（明治44年），日本釀造協會進行了大規模的酵母採集，並在專家評鑑之後訂出了第一名的酵母。在評鑑之後大量培養並分散至全國，這類酵母則稱為「協會N號」（視其品種不同，N為不同的數字）。而外界則將此類酵母統稱為協會系酵母或協會酵母。
傳統的日本清酒只有米類的香味，而不似洋酒有果類的香味。而使日本清酒具有濃烈香氣的最大功臣乃是吟釀酒的誕生。而吟釀酒的酵母則為協會7號與協會9號。
而在1980年代時，由於吟釀酒在消費者間受到廣大的歡迎，因此在協會系酵母之外，亦研發了少酸性酵母、蘋果酵母等新一代的酵母。目前各大學及研究機構也持續進行著新酵母的研究。
然而吟釀酒濃烈的香氣也並非沒有缺點，如香水般過度濃烈的香氣事實上是有損於酒類的口感的。也因為這個原因，在存放時需要特別處理。

## 分類方式
根據原材料和製作方法，清酒可分為普通酒和特定名稱酒兩種。而根據日本國稅局公告之《清酒釀造品質的表示基準》，特定名稱酒又可分為純米酒、本釀造酒二大分類：
- 本釀造酒—加入少量釀造酒精來調節香氣和味道。(釀造酒精需低於使用白米重量的10%)
- 純米酒—單用米與米麴製造的酒，完全不添加釀造酒精。

如果再細分，共可分為八種：
| 特定名稱 | 特定名稱                            | 使用原料           | 精米步合 | 要件                             |
| -------- | ----------------------------------- | ------------------ | -------- | -------------------------------- |
| 吟釀酒   | 純米大吟釀 （页面存档备份，存于）酒 | 米、米麴           | 50%以下  | 吟釀製作；特有的香味、色澤良好。 |
| 吟釀酒   | 大吟釀 （页面存档备份，存于）酒     | 米、米麴、釀造酒精 | 50%以下  | 吟釀製作；特有的香味、色澤良好。 |
| 吟釀酒   | 純米吟釀 （页面存档备份，存于）酒   | 米、米麴           | 60%以下  | 吟釀製作；特有的香味、色澤良好。 |
| 吟釀酒   | 吟釀酒                              | 米、米麴、釀造酒精 | 60%以下  | 吟釀製作；特有的香味、色澤良好。 |
| 純米酒   | 特別純米酒                          | 米、米麴           | 60%以下  | 香味、色澤良好。                 |
| 純米酒   | 純米酒                              | 米、米麴           | 無規定   | 香味、色澤良好。                 |
| 本釀造酒 | 特別本釀造酒                        | 米、米麴、釀造酒精 | 60%以下  | 香味、色澤良好。                 |
| 本釀造酒 | 本釀造酒                            | 米、米麴、釀造酒精 | 70%以下  | 香味、色澤良好。                 |